# 이나즈사촌
이나즈사촌(稲梓村)은 시즈오카현의 동부, 가모군에 속해 있던 촌이다. 현재의 시모다시 북부에 해당한다.

## 역사
- 1889년 4월 1일 - 정촌제 시행에 의해 가모군 이나즈사촌이 성립하였다.
- 1955년 3월 31일 - 시모다정, 이노우자와촌, 하마자키촌, 아사히촌, 시라하마촌과 합병해 그 지역을 구성하여 시모다정이 설치되었다.

## 교통

### 철도
현재는 이즈 급행선 이나즈자와역이 있지만, 당시에는 미개업 상태였다. 

### 도로
- 시모다 가도 (현  국도 제414호선)

## 참고문헌
- 角川日本地名大辞典 22 静岡県